# 黃偉民 (羽毛球運動員)
黃偉民（罗马拼音：Wong Ewee Mun，？—），馬來西亞已退役男子羽球運動員。
1991年，黃偉民贏得瑞士羽球公開賽男子單打季軍。1992年，他代表馬來西亞參加湯姆斯盃國際男子團體賽，獲得冠軍，不過並未在決賽上場。
1993年，黃偉民代表馬來西亞參加東南亞運動會羽球比賽，獲得男子團體亞軍。1997年，他獲得香港羽毛球公開賽及馬來西亞羽毛球國際賽男子單打季軍。